# کیک کاغذ پیچیده
کیک کاغذ پیچیده (چینی: 紙包蛋糕) یک نوع کیک تهیه شده در چین و هنگ کنگ است. این کیک همچنین در محله چینی‌ها در سراسر دنیا نیز تهیه می‌شود. این کیک نوعی کیک شیفون تهیه شده در یک فنجان کاغذی است.
در نانوایی‌های محله چینی‌ها در سان فرانسیسکو ، معمولاً به عنوان "کیک اسفنجی" شناخته می‌شود.